# Ребека Коха
Ребека Коха (латис. Rebeka Koha; нар. 19 травня 1998 року, Вентспілс, Латвія) — латвійська важкоатлетка, що виступає у ваговій категорії до 58 кг. Двократна Чемпіонка Європи 2018 і 2019 року. Призерка чемпіонатів світу і Європи. Учасниця літніх Олімпійських ігор в Ріо-де-Жанейро.

## Життєпис
Ребека Коха народилася 19 травня 1998 року в Вентспілсі. Важкою атлетикою почала займатися з 12 років. В даний час — студентка Ризького університету імені Страдіня.
Чемпіонка Європи і світу серед юніорів.
У 2014 році дебютувала на дорослому рівні. На Чемпіонаті Європи з важкої атлетики 2014 року стала 7-ю у категорії до 48 кг.
Учасниця Олімпійських ігор в Ріо-де-Жанейро. У категорії до 53 кг Ребека Коха стала четвертою, поступившись бронзовому призеру змагань Юн Чін Хі всього 2 кг.
На початку листопада 2018 року на чемпіонаті світу в Ашхабаді у ваговій категорії до 59 кг завоювала бронзову медаль, взявши загальна вага 227 кг, а також малу бронзову медаль у ривку (103 кг).
У 2019 році на чемпіонаті Європи з важкої атлетики, Ребека знову повторила своє найвище досягнення на континентальних першостях і завоювала золоту медаль, показавши в сумі 221 кг. У двох вправах вона також завоювала малі золоті медалі.

## Спортивні досягнення
| Рік  | Змагання               | Місце проведення | Вагова категорія | Ривок  | Поштовх | Сума двобор'я | Місце |
| 2014 | Чемпіонат Європи       | Тель-Авів        | до 48 кг         | 72 кг  | 86 кг   | 158 кг        | 7     |
| 2014 | Чемпіонат світу        | Алмати           | до 53 кг         | 80 кг  | 94 кг   | 174 кг        | 22    |
| 2015 | Чемпіонат світу        | Хьюстон          | до 53 кг         | 87 кг  | 105 кг  | 192 кг        | 10    |
| 2016 | Чемпіонат Європи       | Фьорде           | до 53 кг         | 90 кг  | 108 кг  | 198 кг        | 3     |
| 2016 | Літні Олімпійські ігри | Ріо-де-Жанейро   | до 53 кг         | 90 кг  | 107 кг  | 197 кг        | 4     |
| 2017 | Чемпіонат Європи       | Спліт            | до 58 кг         | 95 кг  | 118 кг  | 213 кг        | 2     |
| 2017 | Чемпіонат світу        | Анагайм          | до 58 кг         | 101 кг | 121 кг  | 222 кг        | 3     |
| 2018 | Чемпіонат Європи       | Бухарест         | до 58 кг         | 100 кг | 120 кг  | 220 кг        | 1     |
| 2018 | Чемпіонат світу        | Ашхабад          | до 59 кг         | 103 кг | 124 кг  | 227 кг        | 3     |
| 2019 | Чемпіонат Європи       | Батумі           | до 59 кг         | 101 кг | 120 кг  | 221 кг        | 1     |